# Adeva (cantante)
Adeva, pseudonimo di Patricia Daniels (Paterson, 13 dicembre 1960), è una cantante statunitense.

## Carriera
Ha avuto successo nel genere house tra la fine degli anni '80 e i primi anni '90.

## Discografia

### Album in studio
- 1989 - Adeva!
- 1991 - Love or Lust
- 1997 - New Direction

### Singoli
Lista parziale
- 1988 - Respect
- 1989 - Warning!
- 1989 - I Thank You
- 1990 - Treat Me Right
- 1991 - Ring My Bell